# Colobothea assimilis
Colobothea assimilis är en skalbaggsart som beskrevs av Aurivillius 1902. Colobothea assimilis ingår i släktet Colobothea och familjen långhorningar. Inga underarter finns listade i Catalogue of Life.